# Starowieś (Krasew)
Starowieś – część wsi Krasew w Polsce położona w województwie lubelskim, w powiecie radzyńskim, w gminie Borki.
W latach 1975–1998 Starowieś administracyjnie należała do ówczesnego województwa lubelskiego.